# الأوراق النقدية من الدولار النيوزيلندي
أوراق النقد الدولار النيوزيلندي هي الأوراق النقدية المتداولة في نيوزيلندا وجزر كوك وتوكيلاو ونيوي وجزر بيتكيرن ،  والمقومة بالدولار النيوزيلندي (الرمز: $ ؛ رمز العملة ISO 4217 NZD، والمختصر أيضًا قالب:NZ$ ). يتم إصدارها من قبل بنك الاحتياطي النيوزيلندي ومنذ عام 1999 كانت مصنوعة من البوليمر . 

## التاريخ
قبل عام 1934 أصدرت عدد من البنوك التجارية أوراقها النقدية الخاصة في نيوزيلندا ولم تكن ملزمة بقبول الأوراق النقدية الخاصة ببعضها البعض. بحلول عشرينيات القرن العشرين كانت هناك رغبة عامة في وجود عملة وطنية موحدة. وبناءً على ذلك أُنشىء بنك الاحتياطي في عام 1934 باعتباره السلطة الوحيدة لإصدار الأوراق النقدية الوطنية النيوزيلندية في حين كانت وزارة الخزانة النيوزيلندية مسؤولة عن إصدار العملات المعدنية الجديدة.كانت نيوزيلندا آخر دولة في العالم تنشئ عملة وطنية.
أصدر بنك الاحتياطي سبعة إصدارات مختلفة من الأوراق النقدية النيوزيلندية. أُصدر إصداران عندما كان الجنيه النيوزيلندي هو العملة الوطنية وأُصدرت الإصدارات الخمسة المتبقية منذ أن تحولت نيوزيلندا إلى العملة العشرية في عام 1967.

### السلسلة الأولى والثانية: ما قبل العشرية
صدرت الأوراق النقدية النيوزيلندية الأولى في الأول من أغسطس عام 1934 بتوقيع أول محافظ لبنك الاحتياطي ليزلي ليفو. طُبع العدد الأول من قبل توماس دي لا رو وشركته التي يقع مقرها في لندن، وتضمن أوراق نقدية من فئة 10/- (عشرة شلنات) و1 جنيه إسترليني (جنيه واحد) و5 جنيهات إسترلينية و50 جنيهًا إسترلينيًا. كانت جميع الأوراق النقدية بنفس الحجم: 7 by 3.5 بوصة (178 مـم × 89 مـم).
صُممت المذكرات الإصدارية الأولى في إشعار قصير وكان المقصود منها أن تكون مؤقتة لهذا السبب. استندت الميزات على الأوراق النقدية المتداولة بالفعل وتضمنت أيقونات الماوري. حيث تضمنت كل ورقة نقدية صورة كيوي وشعار النبالة النيوزيلندي وقمة ميتري وصورة الملك تاوهياو ثاني ملوك الماوري.
صدرت الأوراق النقدية من السلسلة الثانية لأول مرة في 6 فبراير 1940 بمناسبة الذكرى المئوية لمعاهدة وايتانجي. طورت التصميمات إلى حد كبير من قبل لجنة بنك الاحتياطي الفيدرالي بقيادة ليفيو مع مستشارين بما في ذلك السير جيمس شيلي. غُيّر تصميم وألوان الأوراق النقدية من فئة 10/- و50 جنيهًا إسترلينيًا وقُدمت ورقة نقدية من فئة 10 جنيهات إسترلينية. استبدلت صورة الملك تاوياو بصورة الكابتن جيمس كوك وكانت الأيقونات الماورية أقل بروزًا مما كانت عليه في الإصدار الثاني مع بقاء صورة الملك على العلامة المائية للأوراق النقدية وأضيفت صورة مصغرة لتوقيع المعاهدة إلى ورقة 10 شلن.
ولم تظهر صورة الملك البريطاني على أي ورقة نقدية صادرة في الإصدار الأول أو الثاني وذلك لأن النقش المناسب للملك جورج السادس لم يكن متاحًا في الوقت المناسب.

### السلسلة الثالثة: 1967–1981
حدث التحول إلى العملة العشرية في نيوزيلندا في 10 يوليو 1967 عندما استُبدل الجنيه النيوزيلندي بالدولار النيوزيلندي. في نفس اليوم قُدمت أوراق نقدية جديدة عشرية لتحل محل أوراق النقد الجنيه الإسترليني الحالية، في فئات 1 دولار و2 دولار و5 دولارات و10 دولارات و20 دولارًا و100 دولار.
اختيار التصاميم لجنة تصميم مكونة من ستة أشخاص عيّنوا في عام 1964 والتي تضمنت ألكسندر ماكلينتوك وستيوارت بيل ماكلينان والبروفيسور جون سيمبسون عميد كلية الفنون الجميلة في جامعة كانتربري. كانت جميع الأوراق النقدية في هذه السلسلة تحمل صورة الملكة إليزابيث الثانية على الوجه الأمامي وعلامة مائية للكابتن كوك. وكان عليهم أيضًا طائر نيوزيلندي والنبات الأكثر ارتباطًا بهذا النوع من الطيور على ظهر العملة. ظل نظام الألوان على جميع الأوراق النقدية باستثناء فئة الخمسة دولارات (والتي كانت فئة جديدة تمامًا بقيمة 2 جنيه إسترليني و10 شلن) كما هو على الأوراق النقدية من فئة الجنيه الإسترليني والدولار لتسهيل عملية الانتقال (على سبيل المثال كانت فئة 10 جنيهات إسترلينية و20 دولارًا خضراء).[بحاجة لمصدر]

### السلسلة الرابعة: 1981–1991
في أواخر عام 1981 استخدم بنك الاحتياطي مطبعة مختلفة، وهي فرع نيوزيلندا لشركة برادبري ويلكنسون وشركاه، مما يعني أنه كان لابد من تصنيع ألواح طباعة جديدة. كانت التغييرات الوحيدة في هذه السلسلة عبارة عن تغييرات طفيفة في الرسم وتحديث صورة إليزابيث الثانية. أصبحت صورة إليزابيث الثانية الآن تواجه الأمام وليس اليسار. كان ذلك مستندًا إلى صورة فوتوغرافية التقطها بيتر جروجون، حيث كانت الملكة ترتدي تاج الدوقة الكبرى فلاديمير وقلادة اليوبيل الذهبي للملكة فيكتوريا. طُرحت ورقة الخمسين دولارًا في عام 1983 كجزء من هذه السلسلة لملء الفجوة بين أوراق العشرين دولارًا والمائة دولار.
أُصدرت ورقة نقدية تذكارية بقيمة عشرة دولارات في عام 1990 لإحياء ذكرى مرور 150 عامًا على توقيع معاهدة وايتانجي.
أُوقف إصدار الأوراق النقدية من فئة الدولار الواحد والدولارين في عام 1991 واستُبدلت بعملات معدنية من فئة الدولار الواحد والدولارين، وكلاهما ملون بالذهب. غالبًا ما تُأطر طلبات التبرع (الكوها) في حدث أو مناسبة أخرى على أنها طلبات "للتبرع بعملة ذهبية".[بحاجة لمصدر]

### السلسلة الخامسة: 1992–1999
أُعيد تصميم الأوراق النقدية النيوزيلندية بالكامل في عام 1991 لتقديم تصميمات نيوزيلندية فريدة من نوعها. وتضمنت السلسلة الجديدة صورًا لشخصيات نيوزيلندية بارزة على الوجه الأمامي باستثناء ورقة العشرين دولارًا التي لا تزال تحمل صورة إليزابيث الثانية. أُعيد تصميم الجوانب الخلفية لتشمل مشهدًا طبيعيًا لنيوزيلندا مع طائر وطني من نيوزيلندا في المقدمة. استبدلت الملكة صورة الكابتن كوك بالعلامة المائية. كانت الميزة البارزة في السلسلة الجديدة هي تضمين صورة السير إدموند هيلاري على الوجه الأمامي للورقة النقدية بقيمة خمسة دولارات. وكان هو الشخص الوحيد الذي ظهر على الأوراق النقدية النيوزيلندية خلال حياته (بخلاف الملوك).
ويقال إن إعادة تصميم الأوراق النقدية كانت ضرورية لأنه عندما أخبر محافظ بنك الاحتياطي الفيدرالي دون براش المطبعة الموجودة برادبري ويلكنسون وشركاه أن البنك اقترح طرح طباعة الأوراق النقدية (وكانت أكبر تكاليفها) في مناقصة، قالت الشركة إنها تمتلك حقوق الطبع والنشر على الألواح. واتخذوا قرارًا بإعادة تصميم الأوراق النقدية لتجنب مشاكل حقوق النشر. بعد المناقصة احتفظت شركة برادبري ويلكنسون وشركاه بحقوق الطباعة، ولكن سعر الورقة النقدية كان أقل بكثير.

### السلسلة السادسة: 1999–2014
في عام 1999 تحولت نيوزيلندا من الأوراق النقدية الورقية إلى الأوراق النقدية البوليمرية. أدى هذا التغيير إلى زيادة عمر الأوراق النقدية كما سمح أيضًا بميزات أمنية جديدة ومحسنة لمنع التزوير. ظل التصميم العام للأوراق النقدية دون تغيير باستثناء تعديلات طفيفة لميزات الأمان الجديدة.
أصدر البنك الاحتياطي طبعة خاصة أخرى من الأوراق النقدية بقيمة عشرة دولارات في عام 1999 للاحتفال بالألفية الجديدة في نيوزيلندا. ولقد أُصدر ما يزيد على ثلاثة ملايين من هذه الأوراق النقدية للتداول العام وبدأ البنك الاحتياطي في سحبها في عام 2002. أصبحت هذه القطع الآن من مقتنيات هواة الجمع واعتبارًا من عام 2020 يمكن بيعها بما يصل إلى 88 دولارًا نيوزيلنديًا.

### السلسلة السابعة: من عام 2015 فصاعدًا
في يوليو 2011 أعلن بنك الاحتياطي النيوزيلندي أنه سيصدر إصدار جديد من الأوراق النقدية للتداول اعتبارًا من عام 2015. أُصدرت الأوراق النقدية الجديدة من فئة الخمسة دولارات والعشرة دولارات في أكتوبر 2015، وأُصدرت الأوراق النقدية الجديدة من فئة العشرين دولارًا والخمسين دولارًا والمائة دولار في مايو 2016. أطلق البنك الاحتياطي على هذا الإصدار اسم سلسلة "الأموال الأكثر إشراقًا".
قدمت السلسلة الجديدة بهدف إضافة المزيد من الميزات الأمنية إلى الأوراق النقدية النيوزيلندية. وبما أن الاستطلاعات أظهرت أن الجمهور النيوزيلندي كان راضيا بشكل عام عن تصميم الورقة النقدية فقد أُجريت تغييرات قليلة للغاية على التصميم. وظلت التصميمات كما هي إلى حد كبير مثل تصميمات السلسلة 5. وكانت الأوراق النقدية أكثر إشراقًا في اللون وظهرت على ظهرها الترجمة الماورية للبنك الاحتياطي (ت بوئتي ماتو) و"نيوزيلندا Aotearoa". صفّوا الأوراق النقدية الجديدة ببطء لأنها صدرت فقط عندما وصلت الأوراق النقدية القديمة المسترجعة. تستمر الأوراق النقدية المصنوعة من البوليمر لمدة أطول بأربع مرات من الأوراق النقدية المصنوعة من القطن وحتى يوليو 2018 لا يزال من الممكن العثور على العديد من الأوراق النقدية من السلسلة السادسة قيد التداول.

### في المستقبل
بعد وفاة الملكة إليزابيث الثانية في سبتمبر 2022 أعلن بنك الاحتياطي الفيدرالي أنه سوف يستنفد مخزوناته الحالية من الأوراق النقدية فئة العشرين دولارًا قبل طرح أوراق نقدية جديدة من فئة العشرين دولارًا تحمل صورة الملك تشارلز الثالث. وبناءً على مستويات المخزون الحالية فمن المرجح أن يستغرق الأمر عدة سنوات.

## الأوراق النقدية الحالية
إن الإصدار الأحدث من الأوراق النقدية النيوزيلندية هو السلسلة السابعة والتي صدرت لأول مرة في أكتوبر 2015 ومايو 2016.
| القيمة | الابعاد     | اللون الأساسي | اللون الأساسي | الوصف                                       | الوصف | الوصف            | تاريخ الإصدار |
| القيمة | الابعاد     | اللون الأساسي | اللون الأساسي | الوجه                                       | الوجه الخلفي | صورة النافذة     | تاريخ الإصدار |
| ------ | ----------- | ------------- | ------------- | ------------------------------------------- | --- | ---------------- | ------------- |
| $5     | 135 × 66 mm |               | برتقالي       | السير إدموند هيلاري أوراكي / جبل كوك        | مشهد جزيرة كامبل هويهو (البطريق ذو العينين الصفراء) بولبينلا روسي (زنبق روسي) بلورة فيلوم سبيشيوسوم (زهرة كامبل آيلاند) عشب الثور | إليزابيث الثانية | أكتوبر 2015   |
| $10    | 140 × 68 mm |               | أزرق          | كيت شيربرد زهور الكاميليا البيضاء           | مشهد نهر ونيو (البطة الزرقاء) باراهيب كاتاراتكا بليشنوم سرخس                                                                      | إليزابيث الثانية | أكتوبر 2015   |
| $20    | 145 × 70 mm |               | أخضر          | إليزابيث الثانية مباني البرلمان النيوزيلندي | مشهد جبلي في نيوزيلندا كارياريا (صقر نيوزيلندا) زهرة مارلبورو الصخرية نبات عشبي أحمر في زهرة جبل تابواي-أو-وينوكو                 | إليزابيث الثانية | مايو 2016     |
| $50    | 150 × 72 mm |               | بنفسجي        | السير أبيرانا نغاتا دار اجتماعات بورورانجي  | مشهد غابة الصنوبر عريضة الأوراق كوكاكو (الغراب ذو اللغد الأزرق) سوبلجاك (كارياو) فطر أزرق سماوي                                   | إليزابيث الثانية | مايو 2016     |
| $100   | 155 × 74 mm |               | أحمر          | اللورد رذرفورد من نيلسون ميدالية جائزة نوبل | مشهد غابة الزان موهوا (أصفر الرأس) خشب الزان الأحمر عثة الأشنة في جزيرة الجنوب                                                    | إليزابيث الثانية | مايو 2016     |

## الأوراق النقدية السابقة
نتيجة للتغييرات في الطابعة والتصميمات والمواد الأساسية ظهرت عدة تصميمات على الأوراق النقدية النيوزيلندية. باستثناء الأوراق النقدية من فئة 1 دولار و2 دولار التي ألغي تداولها فإن جميع الأوراق النقدية العشرية لا تزال قانونية مع أنه من النادر رؤيتها في التداول المنتظم.
| القيمة         | الأبعاد          | اللون الاساسي  | الوصف                                                  | الوصف                                                           | الوصف            | تاريخ الاصدار  |
| القيمة         | الأبعاد          | اللون الاساسي  | الوجه                                                  | الوجه الخلفي                                                    | علامة مائية      | تاريخ الاصدار  |
| الفئة 3 (1967) | الفئة 3 (1967)   | الفئة 3 (1967) | الفئة 3 (1967)                                         | الفئة 3 (1967)                                                  | الفئة 3 (1967)   | الفئة 3 (1967) |
| -------------- | ---------------- | -------------- | ------------------------------------------------------ | --------------------------------------------------------------- | ---------------- | -------------- |
| $1             | 140 × 70 ملم     | بني            | إليزابيث الثانية                                       | مروحي الذيل النيوزيلندي ظيان نيوزيلاندي                         | الكابتن جيمس كوك | 10 يوليو 1967  |
| $2             | 145 × 72.5 ملم   | بنفسجي         | إليزابيث الثانية                                       | طائر رامي البندقية نبات الهدال                                  | الكابتن جيمس كوك | 10 يوليو 1967  |
| $5             | 150 × 75 ملم     | برتقالي        | إليزابيث الثانية                                       | تيوي كوهاي                                                      | الكابتن جيمس كوك | 10 يوليو 1967  |
| $10            | 155 × 77.5 ملم   | أزرق           | إليزابيث الثانية                                       | كيا (ببغاء) زنبق جبل كوك                                        | الكابتن جيمس كوك | 10 يوليو 1967  |
| $20            | 160 × 80 ملم     | أخضر           | إليزابيث الثانية                                       | حمام نيوزيلندي شجرة ميرو                                        | الكابتن جيمس كوك | 10 يوليو 1967  |
| $100           | 160 × 80 ملم     | أحمر           | إليزابيث الثانية                                       | تاكاهي زهرة الأقحوان الجبلية                                    | الكابتن جيمس كوك | 10 يوليو 1967  |
| الفئة 4 (1981) |                  |                |                                                        |                                                                 |                  |                |
| $1             | 140 × 70 ملم     | بني            | إليزابيث الثانية                                       | مروحي الذيل النيوزيلندي ظيان نيوزيلاندي                         | الكابتن جيمس كوك | 1981           |
| $2             | 145 × 72.5 ملم   | بنفسجي         | إليزابيث الثانية                                       | طائر رامي البندقية نبات الهدال                                  | الكابتن جيمس كوك | 1981           |
| $5             | 150 × 75 ملم     | برتقالي        | إليزابيث الثانية                                       | تيوي كوهاي                                                      | الكابتن جيمس كوك | 1981           |
| $10            | 155 × 77.5 ملم   | أزرق           | إليزابيث الثانية                                       | كيا (ببغاء) زنبق جبل كوك                                        | الكابتن جيمس كوك | 1981           |
| $20            | 160 × 80 ملم     | أخضر           | إليزابيث الثانية                                       | حمام نيوزيلندي شجرة ميرو                                        | الكابتن جيمس كوك | 1981           |
| $50            | 160 × 80 ملم     | برتقالي/مانغو  | إليزابيث الثانية                                       | طارق موربورك متروسدرس باسق                                      | الكابتن جيمس كوك | 1983           |
| $100           | 160 × 80 ملم     | أحمر           | إليزابيث الثانية                                       | تاكاهي زهرة الأقحوان الجبلية                                    | الكابتن جيمس كوك | 1981           |
| الفئة 5 (1992) |                  |                |                                                        |                                                                 |                  |                |
| $5             | 135 ملم × 66 ملم | برتقالي        | السير إدموند هيلاري أوراكي / جبل كوك جرار ماسي فيرغسون | هويهو (البطريق ذو العينين الصفراء) مشهد جزيرة كامبل             | إليزابيث الثانية | 1992           |
| $10            | 140 ملم × 68 ملم | أزرق           | كيت شيربرد زهور الكاميليا البيضاء                      | مشهد نهر ونيو (البطة الزرقاء)                                   | إليزابيث الثانية | 1992           |
| $20            | 145 ملم × 70 ملم | أخضر           | إليزابيث الثانية مباني البرلمان النيوزيلندي            | مشهد جبلي في نيوزيلندا كارياريا (صقر نيوزيلندا)                 | إليزابيث الثانية | 1992           |
| $50            | 150 ملم × 72 ملم | بنفسجي         | السير أبيرانا نغاتا دار اجتماعات بورورانجي             | مشهد غابة الصنوبر عريضة الأوراق كوكاكو (الغراب ذو اللغد الأزرق) | إليزابيث الثانية | 1992           |
| $100           | 155 ملم × 74 ملم | أحمر           | اللورد رذرفورد من نيلسون ميدالية جائزة نوبل            | مشهد غابة الزان موهوا (أصفر الرأس)                              | إليزابيث الثانية | 1992           |
| الفئة 6 (1999) |                  |                |                                                        |                                                                 |                  |                |
| $5             | 135 ملم × 66 ملم | برتقالي        | السير إدموند هيلاري أوراكي / جبل كوك جرار ماسي فيرغسون | هويهو (البطريق ذو العينين الصفراء) مشهد جزيرة كامبل             | إليزابيث الثانية | 1999           |
| $10            | 140 ملم × 68 ملم | أزرق           | كيت شيربرد زهور الكاميليا البيضاء                      | مشهد نهر ونيو (البطة الزرقاء)                                   | إليزابيث الثانية | 1999           |
| $20            | 145 ملم × 70 ملم | أخضر           | إليزابيث الثانية مباني البرلمان النيوزيلندي            | مشهد جبلي في نيوزيلندا كارياريا (صقر نيوزيلندا)                 | إليزابيث الثانية | 1999           |
| $50            | 150 ملم × 72 ملم | بنفسجي         | السير أبيرانا نغاتا دار اجتماعات بورورانجي             | مشهد غابة الصنوبر عريضة الأوراق كوكاكو (الغراب ذو اللغد الأزرق) | إليزابيث الثانية | 1999           |
| $100           | 155 ملم × 74 ملم | أحمر           | اللورد رذرفورد من نيلسون ميدالية جائزة نوبل            | مشهد غابة الزان موهوا (أصفر الرأس)                              | إليزابيث الثانية | 1999           |

## الأوراق النقدية التذكارية
| قيمة       | أبعاد         | اللون الرئيسي | وصف | وصف                                                           | وصف                  | تاريخ الإصدار |
| قيمة       | أبعاد         | اللون الرئيسي | وجه العملة | يعكس                                                          | العلامة المائية      | تاريخ الإصدار |
| ---------- | ------------- | ------------- | --- | ------------------------------------------------------------- | -------------------- | ------------- |
| 10 دولارات | 155 × 77.5 مم | أزرق          | نفس ورقة العشرة دولارات القياسية من السلسلة 4، ولكن مع شعار كوتوكو (البلشون الأبيض) للجنة عام 1990، التي نظمت احتفالات لإحياء ذكرى مرور 150 عامًا منذ توقيع معاهدة وايتانجي. | مشهد توقيع معاهدة وايتانجي.                                   | الكابتن جيمس كوك     | 1990          |
| 10 دولارات | 140 × 68 مم   | أزرق          | الرحلة - اجتماعيًا وتكنولوجيًا واكا ماوري لتمثيل هجرة الماوري إلى نيوزيلندا حوالي عام 1000 ميلادي؛ أرقام ثنائية وطبق قمر صناعي لتمثيل العصر الرقمي                            | روح الكيوي - حس المغامرة عدة صور تمثل نمط الحياة النيوزيلندي. | وجه منحوت من الماوري | أكتوبر 1999   |

## ميزات الأمان
تتضمن الأوراق النقدية النيوزيلندية العديد من الميزات الأمنية لمنع التزوير. كما أن الأوراق النقدية البوليمرية الحديثة تتمتع بملمس بلاستيكي مميز ولا ينبغي أن تتمزق بسهولة.
هذه بعض ميزات الأمان الموجودة في الأوراق النقدية من الفئة 7 ما يلي:
- تحتوي النافذة الشفافة الكبيرة الموجودة على الجانب الأيمن (عند النظر إلى مقدمة الورقة النقدية) على تفاصيل معقدة مثل فئة الورقة النقدية وحدود مفصلة تُظهر أنماط السرخس والكورو. هناك أيضًا ميزة معدنية في النافذة تُظهر صورة ظلية لطائر وخريطة نيوزيلندا وسراخس فضية وميزة ثلاثية الأبعاد تُظهر فئة الورقة النقدية.
- يحتوي الجزء الأمامي والخلفي من الورقة النقدية على حبر بارز يمكن لمسه. على الوجه الأمامي للورقة النقدية يظهر الرقم الكبير والصورة والكلمات "بنك الاحتياطي النيوزيلندي تي بوئتي ماتو". وعلى الوجه الخلفي يظهر الرقم الكبير والطائر المميز والكلمات "نيوزيلندا" و"أوتياروا".
- عند رفعها إلى الضوء تشكل قطع اللغز الصغيرة الموجودة على مقدمة وظهر الورقة النقدية رقمًا كاملاً (فئة الورقة النقدية).
- تظهر صورة ظلية طائر على الجانب الأيسر من المذكرة فوق الرقم التسلسلي. وعند رفعها إلى الضوء فإن نافذة السرخس الموجودة على ظهر الورقة النقدية تتألق من خلال صورة ظلية لطائر. عندما تُحرك النوتة يتغير لون الطائر. يمكن رؤية تأثير مماثل لتغير اللون في الصور المعدنية التفصيلية في النافذة الشفافة الكبيرة.

بعض ميزات الأمان الموجودة في الأوراق النقدية السابقة من الفئة 6 ما يلي:
- النافذة الشفافة الموجودة على الجانب الأيمن (عند النظر إلى مقدمة الورقة النقدية) تكون بيضاوية الشكل وتحتوي على الفئة المنقوشة للعملة. النافذة الشفافة على الجانب الأيسر على شكل ورقة سرخس منحنية.
- توجد ورقة سرخس منحنية مباشرة فوق السرخس الشفاف على جانبي المذكرة. عند رفعها أمام مصدر الضوء، يجب أن يتطابق السرخس الموجود على أحد الجانبين تمامًا مع السرخس الموجود على الجانب الآخر.
- عند رفع الورقة النقدية أمام مصدر ضوء، يجب رؤية صورة العلامة المائية للملكة إليزابيث الثانية في المنطقة الواقعة على يسار الشكل البيضاوي الشفاف (عند النظر إلى مقدمة الورقة النقدية).
- يحتوي الجزء الأمامي والخلفي من الورقة النقدية على حبر بارز يمكن الشعور به.
- يجب أن تكون الحروف الصغيرة المطبوعة، والتي تقرأ "آر بي أن زد"، مرئية باستخدام عدسة مكبرة في أسفل يمين الورقة النقدية (في الشريط بين الصورة والفئة).
- يجب طباعة الرقم التسلسلي للورقة النقدية أفقيًا ورأسيًا على الورقة النقدية، ويجب أن يكون كلا الرقمين متماثلين.
- تحت ضوء الأشعة فوق البنفسجية ، يجب أن تظهر الورقة النقدية باهتة، باستثناء رقعة على الواجهة الأمامية تُظهر فئة الورقة النقدية التي تتوهج تحت ضوء الأشعة فوق البنفسجية.

## الأوراق النقدية القديمة أو التالفة
يقبل البنك الاحتياطي جميع العملات النيوزيلندية للدفع بالقيمة الاسمية. وينطبق هذا على جميع العملات التي أُلغي تداولها أو سحبها. ومع ذلك ليس من الضروري قبول هذه العملات من قبل الصرافين لأنها لم تعد عملة قانونية. تظل جميع الأوراق النقدية العشرية الصادرة منذ عام 1967 قانونية باستثناء الأوراق النقدية بقيمة دولار واحد ودولارين التي سُحبت في عام 1991.
بشكل عام يقوم البنك الاحتياطي باستبدال الأوراق النقدية التالفة طالما أنه من الممكن التعرف عليها. ومع ذلك إذا كانت هناك قطعة مفقودة من أي ورقة نقدية فقد تُصرف بمبلغ أقل من القيمة الاسمية اعتمادًا على مبلغ الورقة النقدية المتبقية. على سبيل المثال إذا قُدمت ورقة نقدية يزيد حجمها عن ثلثي حجمها الأصلي يتعين على البنك أن يقدم للعميل قيمتها الكاملة. بالنسبة للأوراق النقدية التي يتراوح حجمها بين ثلث وثلثي حجمها الأصلي فإن البنك يدفع نصف قيمتها. في حين أن الأوراق النقدية التي يتبقى منها أقل من الثلث تعتبر بلا قيمة.